# Jessica Landström
Jessica Landström, född 12 december 1984, är en svensk före detta fotbollsspelare. 
Hennes moderklubb är Lira Luleå BK. Hon har spelat i stadslaget och kom säsongen innan (1999) till final i S:t Erikscupen (Stockholms seriesystem för ungdomsfotboll) då hennes Vallentuna besegrades av Bollstanäs med 1-0. Som en av Stockholms mest lovande talanger flyttade hon till Djurgårdens IF DFF (2000–2004) och tillhörde A-truppen. I konkurrens med Sara Johansson och Elin Flyborg i anfallet fick hon väldigt lite speltid och hamnade senare i Hammarby IF 2005. Inför säsongen 2008 gick hon till Linköpings FC, men lämnade efter två säsonger och gick till tyska 1. FFC Frankfurt. Hon fick inte mycket speltid i Bundesligan och gick sommaren 2012 till Djurgården, som trots detta ramlade ur Damallsvenskan under hösten. 
Hon gjorde sin landslagsdebut för Sverige i OS-kvalet mot Danmark den 8 november 2007, där hon gjorde första målet i en match som Sverige vann med 4–2. Landström var senare med i Sveriges trupp till OS 2008 och även i Sveriges trupp i VM 2011.
På Fotbollsgalan 2008 fick hon priset för "Årets genombrott". Jessica Landström kom ut som lesbisk 2008.

## Meriter
- Landskamper
- VM-brons 2011
- Svensk mästare 2009
- Finalist i Women's Champions League 2012

## Matcher och mål (seriespel)
- 2011/2012: 11 / 2 (+ 3 assist) [3] (3 april 2012)
- 2010/2011: 15 / 6 (+ 1 assist) [4]
- 2010: ? (Sky Blue FC)
- 2009: 22 / 12 (+ 3 assist) (Linköping)
- 2008: 17 / 11 (+ 4 assist) (Linköping)

## Klubbar som spelare
- Lira Luleå BK (moderklubb, –1997)
- Vallentuna BK (1998-99)
- Täby FF (2000)
- Djurgårdens IF DFF (2000–2004)
- Hammarby IF (2005–2007)
- Linköpings FC (2008–2009)
- Sky Blue FC (2010)
- 1. FFC Frankfurt (2010–2012)
- Djurgårdens IF DFF (2012)
- Kopparbergs/Göteborg FC (2013)
- Ursviks IK (2022-)